# Hermann Fischer (Anglist)
Hermann Fischer (* 26. Februar 1922 in Regensburg; † 19. Dezember 2009 in München) war ein deutscher Anglist, Literaturwissenschaftler, Übersetzer und Hochschullehrer als Professor für Anglistik.

## Leben
Hermann Fischer, Sohn des Vizepräsidenten Ernst Fischer († vor 1986) und der Luise Fischer, geborene Lang, wandte sich nach dem Abitur 1940 am Wilhelmsgymnasium München den Studien der Anglistik und Literaturwissenschaften an den Universitäten München und Bristol zu, 1955 absolvierte er das Staatsexamen, 1957 erfolgte in München seine Promotion zum Dr. phil. Im Jahr 1962 habilitierte Fischer sich als Privatdozent für das Fach Anglistik in München, 1965 folgte er dem Ruf auf das Ordinariat für anglistische Literaturwissenschaft verbunden mit der Leitung des Instituts für Anglistik an der Wirtschaftshochschule Mannheim, 1987 wurde er emeritiert. Der im gleichen Jahr zum Ehrenvorsitzenden der Gesellschaft für englische Romantik gewählte Hermann Fischer, der in Schriesheim wohnte, war evangelisch und seit 1964 mit Eva-Maria Fischer, geborene Reinhardt, mit der er die zwei Söhne Sebastian und Benedikt hatte, verheiratet. Er starb 2009 im Alter von 87 Jahren.
Hermann Fischers Forschungen umspannten Shakespeares  Dramen, die Dichtung des Barock, die Satire des 17. Jahrhunderts, die Werke der Romantiker und zahlreiche Autoren und Tendenzen des späteren 19. und des 20. Jahrhunderts. Darüber hinaus trat Fischer als Übersetzer englischer Lyrik, Versepik und Literaturkritik hervor.

## Publikationen
- Interpretationskommentar zu Shakespeares „Antony and Cleopatra“ (Erster Akt). München. 1957.
- Die romantische Verserzählung in England. Versuch einer Gattungsgeschichte. Niemeyer, Tübingen 1964.
- English satirical poetry from Joseph Hall to Percy B. Shelley. Niemeyer, Tübingen 1970.

als Herausgeber und Übersetzer:
- Englische Barockgedichte. Englisch und deutsch. Reclam, Stuttgart 1971.
- William Wordsworth, Präludium oder Das Reifen eines Dichtergeistes. Reclam, Stuttgart 1974, ISBN 3150097665.
- Die Grenzgänger: eine Tragödie. Die blaue Eule, Essen 1992, ISBN 3892064563.